# Tat Momoli
Tat Momoli es un lugar designado por el censo ubicado en el condado de Pinal en el estado estadounidense de Arizona. En el Censo de 2010 tenía una población de 10 habitantes y una densidad poblacional de 4,16 personas por km².

## Geografía
Tat Momoli se encuentra ubicado en las coordenadas 32°36′4″N 111°53′10″O / 32.60111, -111.88611. Según la Oficina del Censo de los Estados Unidos, Tat Momoli tiene una superficie total de 2.41 km², de la cual 2.41 km² corresponden a tierra firme y (0%) 0 km² es agua.

## Demografía
Según el censo de 2010, había 10 personas residiendo en Tat Momoli. La densidad de población era de 4,16 hab./km². De los 10 habitantes, Tat Momoli estaba compuesto por el 10% blancos, el 0% eran afroamericanos, el 60% eran amerindios, el 0% eran asiáticos, el 0% eran isleños del Pacífico, el 30% eran de otras razas y el 0% pertenecían a dos o más razas. Del total de la población el 30% eran hispanos o latinos de cualquier raza.